# Холмська
Холмська — станиця Абінського району, заснована в 1863 р. Населення 17,3 тис. осіб.

## Історія
Станицю Холмську заснували азовські козаки. Основну масу переселенців, як й у станиці Абінська, тут склали козаки Азовського війська. Перша партія азовських козаків із родинами під керівництвом осавула Д. Подгурського прибула в Хабльський табір 28 травня 1863 року, де вже формувався Абінський полк під керівництвом підполковника Фролова. Другу партію, яка складалася головним чином з козаків станиці Покровської Олександрівського повіту Катеринославської губернії, повів в Закубання сотник Кравченко зі своїми помічником сотником Сердюковим. 30 квітня козаки з кількома родинами й обозом виступили водночас у похід, і, пройшовши 566 верст через землі Війська Донського і Чорноморії, 1 червня (13 червня за новим стилем) 1863 року вступили до берега Хабля. І того ж дня вони нарешті почали розміщатися всередині станичного окопу на розмежованих ділянках.
Декілька родин з Кубанського козацького війська влаштувалися на річці Хабль, назвали поселення на ім'я річки. Донські козаки, розселившись на прилеглому пагорбі, назвали себе Холмськими. З 1867 р., коли поселення з'єдналися, за станицею закріпилася назва Холмська.

## Географія
Станиця розташована на берегах річки Хабль (Сухий Хабль) (ліва притока Кубані), при виході її з гірсько-лісового масиву. На схід (3 км) розташований смт Охтирський, на захід (6 км) — смт Чорноморський. За 6 км вище за течією розташований лепрозорій Синєгорськ.